# تشارلز فوستر كينت
تشارلز فوستر كينت (بالإنجليزية: Charles Foster Kent)‏ هو مؤرخ أمريكي، ولد في 13 أغسطس 1867، وتوفي في 2 مايو 1925.